# 香港賽馬會沙田會所

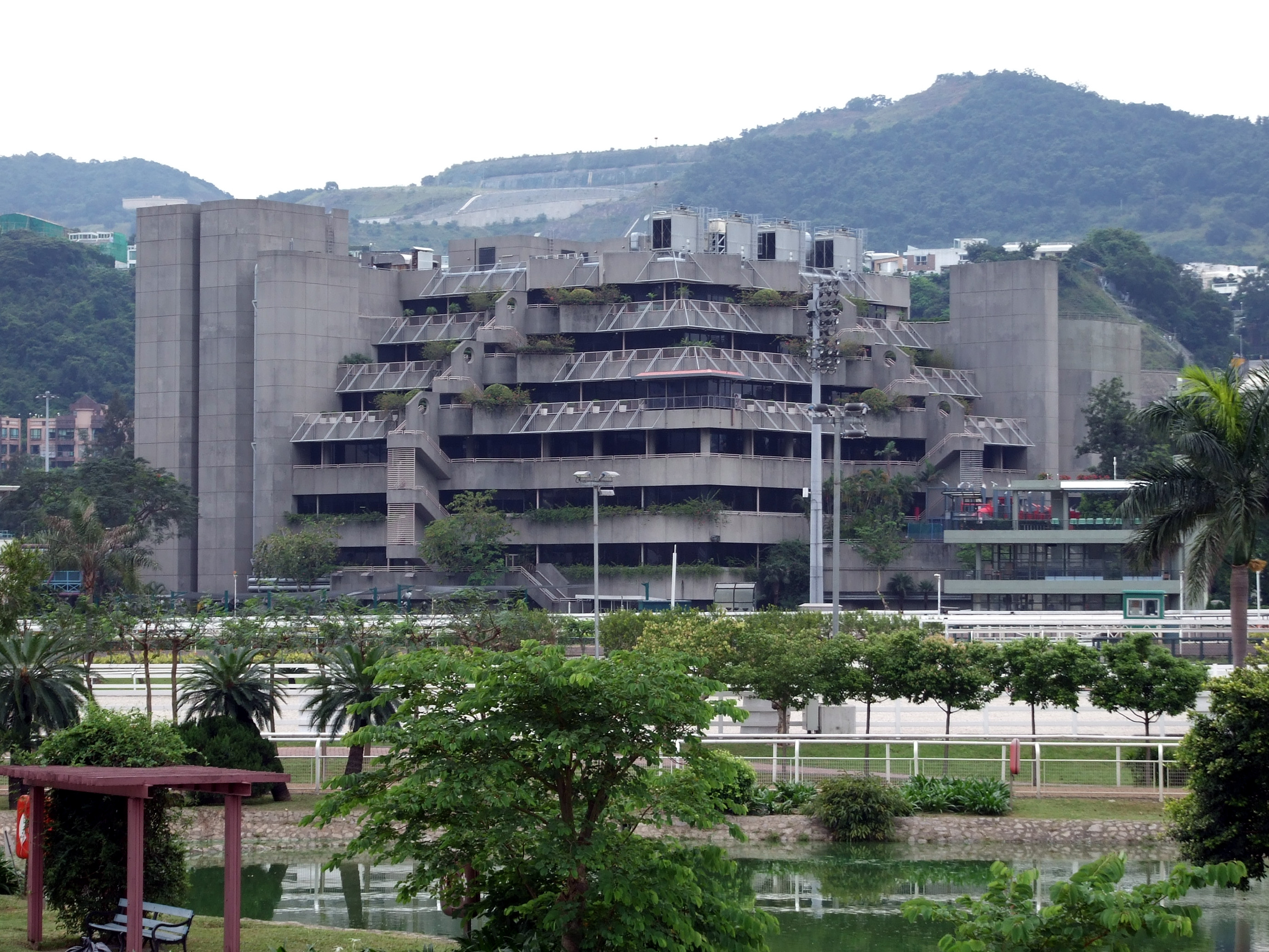
賽馬會沙田會所

香港賽馬會沙田會所是香港賽馬會屬下的會所設施，位於香港新界沙田馬場側，1985年由時任馬會主席沈弼爵士揭幕啟用。
香港賽馬會沙田會所為香港賽馬會會員提供飲食及康樂設施，飲食設施可帶同來賓，康樂設施則一般只供會員使用。會所設有停車場供會員使用，在賽馬日則只供董事、榮譽董事、遴選會員、榮譽遴選會員及有效即日泊車證持有人使用。

## 餐廳及酒吧
- 百俊廳及酒吧
- 凱旋廳
- 銀袋咖啡室
- 吉澳閣

## 康樂設施
- 璧球場
- 室
- 迷你籃球場
- 游泳池
- 健身中心
- 室
- 會員商店
- 桑拿、蒸氣浴室及按摩浴室
- 習藝室
- 兒童遊戲室
- 更衣室

## 參閱
- 沙田馬場
- 香港賽馬會跑馬地會所